# Vsevolod Ivanov
Vsevolod Viaceslavovici Ivanov (în rusă: Все́волод Вячесла́вович Ива́нов, n. 24 februarie S.V. 1 februarie 1895 - d. 15 august 1963) a fost un scriitor rus ce a aparținut grupării literare Seraionovî bratia(Серапионовы братья - Frăția Serapion).
Proza sa dinamică evocă Războiul Civil Rus (la care a participat), fiind caracterizată prin simț epic, bogat temperament liric în descrierea naturii, mai ales a celei pitorești, predilecție pentru situațiile dramatice neașteptate.

## Scrieri
- 1919: Partizanii (Партизаны)
- 1922: Trenul blindat 14-69 (Бронепоезд 14-69)
- 1922: Vânturi colorate (Цветные ветра)
- 1927: Misterul misterelor (Тайное тайных)
- 1935: Aventurile unui fachir (Похождения факира)
- 1944: Sisif, fiul lui Eol
- 1947: Întâlniri cu Maxim Gorki (Встречи с Максимом Горьким)
- 1956: Ahasver.

## Traduceri
- Culorile vântului, traducere Teodor Pâcă și Mihai Cardan, București, Editura pentru literatură universală, 1968;
- Sisif, fiul lui Eol și alte povestiri, traducere Elelna Iosub, București, Editura Univers, 1972;
- Nisipuri albastre, traducere Aurel Lambrino și Igor Block, București, Editura Univers, 1977.